# Simitidion
Simitidion es un género de arañas de la familia Theridiidae, orden Araneae. Fue descrito por el alemán Jörg Wunderlich en 1992.
Se distribuye por África, América, Europa y Asia.

## Especies
- Simitidion agaricographum (Levy & Amitai, 1982)
- Simitidion lacuna Wunderlich, 1992
- Simitidion simile (C. L. Koch, 1836)